# Steleoneura novemmaculata
Steleoneura novemmaculata är en tvåvingeart som beskrevs av Wood 1985. Steleoneura novemmaculata ingår i släktet Steleoneura och familjen parasitflugor. Inga underarter finns listade i Catalogue of Life.